# Château de la Touanne
Le château de la Touanne, est un château français situé à Baccon, dans le département du Loiret et la région Centre-Val de Loire.

## Géographie
À l'origine, le château est bâtie dans l'ancienne province de l'Orléanais du royaume de France. Il se situe aujourd'hui sur le territoire de la commune de Baccon, dans le canton de Meung-sur-Loire, le département du Loiret et la région Centre-Val de Loire.
L'édifice est situé dans la région naturelle de la Beauce, à environ 110 mètres d'altitude, à proximité du hameau de Fontaine et de la rivière Mauve de Fontaine, en lisière du bois de la Touanne, à proximité de la route départementale 2.

## Histoire
Les façades et les toitures du château et des deux pavillons d'entrée, la grille d'entrée ainsi que les douves sont inscrites à l'inventaire des Monuments historiques depuis le 23 septembre 1970.

## Activités
Le château héberge aujourd'hui des chambres d'hôtes.